# Adam Karabec
Adam Karabec (2 juli 2003) is een Tsjechisch voetballer die bij voorkeur als aanvallende middenvelder speelt. In 2020 maakte Karabec zijn debuut in het betaalde voetbal voor Sparta Praag in de Tsjechische Fortuna Liga. De middenvelder staat onder contract bij de club uit Praag en werd in aanloop naar het seizoen 2025/26 verhuurd aan het Franse Olympique Lyon.

## Clubloopbaan

### Jeugd
Karabec begon zijn voetbalcarrière bijBohemians 1905 Praag en maakte in 2015 de overstap naar de jeugdopleiding van Sparta Praag. In het seizoen 2018/19 debuteerde hij als B-junior in het onder-19-elftal tijdens de met 2–3 gewonnen uitwedstrijd tegen de leeftijdsgenoten van Viktoria Pilsen. Hij viel in tijdens de rust en scoorde tweemaal. In het daaropvolgende seizoen maakte hij definitief deel uit van de onder-19 en kwam hij daarnaast voor het eerst in actie bij de seniorenselectie.

### Sparta Praag
Karabec maakte op 15 september als A-junior zijn debuut bij de senioren in een wedstrijd van het tweede elftal van Sparta Praag tegen FK Příbram B. Hij speelde 85 minuten. Een week later scoorde hij zijn eerste doelpunt in het seniorenvoetbal tijdens de met 2–3 gewonnen uitwedstrijd tegen Motorlet Praag. In de zesde minuut maakte hij de 1–1 gelijkmaker. In de winterstop werd Karabec door de technische staf opgenomen in de selectie voor het trainingskamp van het eerste elftal in Marbella. Kort daarop debuteerde hij op 23 februari 2020 in de Fortuna Liga, tijdens de uitwedstrijd tegen Sigma Olomouc. In het met 1–0 verloren duel werd hij in de 88e minuut ingebracht voor David Moberg Karlsson. Op 31 mei 2020 maakte hij zijn eerste competitiedoelpunt in de met 1–4 gewonnen uitwedstrijd tegen MFK Karviná. Na een voorzet van  Andreas Vindheim scoorde hij in de 93e minuut het vierde doelpunt. Daarmee werd hij de derde jongste doelpuntenmaker in de geschiedenis van de Tsjechische competitie. Tien dagen later kreeg hij op 16-jarige leeftijd zijn eerste basisplaats, in de wedstrijd tegen SFC Opava. Kort daarna ondertekende hij een contract tot medio 2023.
In zijn tweede seizoen (2020/21) maakte Karabec zijn Europese debuut in de Europa League tijdens de met 1–4 verloren groepswedstrijd tegen  Lille OSC. In het thuisduel viel hij in de 78e minuut in voor Michal Trávník In 2021 werd hij uitgeroepen tot Tsjechisch talent van het jaar. Zijn debuut in de Champions League volgde in het seizoen 2021/22 tijdens de tweede kwalificatieronde tegenRapid Wien. In dat duel kwam hij in de 83e minuut binnen de lijnen als vervanger van Bořek Dočkal. Zowel in zijn vierde seizoen (2022/23) als in zijn vijfde seizoen (2023/24) werd Karabec landskampioen met Sparta Praag. In het seizoen 2023/24 won hij tevens de Tsjechische beker. In de gewonnen finale tegen Viktoria Pilsen bleef hij echter op de bank. Ondanks deze successen wist Karabec in vijf seizoenen geen vaste basisplaats te veroveren, waarop hij besloot zich voor het seizoen 2024/25 te laten verhuren aan het in de  2. Bundesliga uitkomende Hamburger SV. Ondanks zijn goede prestaties twijfelde de Duitse club over het lichten van de optie tot koop, vanwege een vooraf afgesproken transfersom van ruim vier miljoen euro. Hierdoor startte Karabec de voorbereiding op het seizoen 2025/25 bij Sparta Praag, terwijl de clubs nog in onderhandeling waren. Uiteindelijk bereikten de clubs geen akkoord, waarna Karabec voor het seizoen 2025/26 werd verhuurd aan het Franse Olympique Lyon.

#### Verhuur aan Hamburger SV
Op 4 juli 2024 werd bekend dat Karabec voor het seizoen 2024/25 op huurbasis, met een optie tot koop, de overstap maakte naar Hamburger SV. Op 2 augustus debuteerde hij in de met 1–2 gewonnen openingswedstrijd van de competitie tegen 1. FC Köln. In het RheinEnergieStadion stond hij direct in de basis onder hoofdtrainer Steffen Baumgart en werd in de 65e minuut vervangen door Fabio Baldé. Op 8 december, tijdens de 15e speelronde, maakte Karabec zijn eerste doelpunt voor de club. In het met 2–2 gelijkgespeelde thuisduel tegen Darmstadt 98 zette hij zijn ploeg vlak voor rust op een 2–1 voorsprong. De rest van het seizoen was hij een vaste waarde in het elftal, zowel onder Baumgart als diens opvolger Merlin Polzin. Karabec speelde een belangrijke rol in het seizoen waarin Hamburger SV als tweede eindigde en na 2.555 dagen promoveerde naar de Bundesliga.

#### Verhuur aan Olympique Lyon
Karabec werd voor het seizoen 2025/26 met optie tot koop verhuurd aan Olympique Lyon.

## Clubstatistieken
| Seizoen                         | Club             | Competitie      | Competitie | Competitie | Beker | Beker | Internationaal | Internationaal | Overig | Overig | Totaal | Totaal |
| Seizoen                         | Club             | Competitie      | Wed.       | Dlp.       | Wed.  | Dlp.  | Wed.           | Dlp.           | Wed.   | Dlp.   | Wed.   | Dlp.   |
| ------------------------------- | ---------------- | --------------- | ---------- | ---------- | ----- | ----- | -------------- | -------------- | ------ | ------ | ------ | ------ |
| 2019/20                         | Sparta Praag     | Fortuna Liga    | 10         | 1          | –     | –     | –              | –              | 7      | 3      | 17     | 4      |
| 2020/21                         | Sparta Praag     | Fortuna Liga    | 23         | 3          | 3     | 0     | 5              | 0              | 3      | 1      | 34     | 4      |
| 2021/22                         | Sparta Praag     | Fortuna Liga    | 30         | 2          | 4     | 0     | 8              | 0              | –      | –      | 42     | 2      |
| 2022/23                         | Sparta Praag     | Fortuna Liga    | 23         | 2          | 3     | 0     | 2              | 0              | 5      | 0      | 33     | 2      |
| 2023/24                         | Sparta Praag     | Fortuna Liga    | 21         | 4          | 2     | 1     | 7              | 0              | –      | –      | 30     | 5      |
| 2024/25                         | → Hamburger SV   | 2. Bundesliga   | 31         | 3          | 2     | 0     | –              | –              | –      | –      | 32     | 3      |
| 2025/26                         | → Olympique Lyon | Ligue 1         | 0          | 0          | 0     | 0     | 0              | 0              | 0      | 0      | 0      | 0      |
| Carrière totaal                 | Carrière totaal  | Carrière totaal | 138        | 15         | 14    | 1     | 22             | 0              | 15 *   | 4      | 189    | 21     |
| Bijgewerkt tot 12 augustus 2025 |                  |                 |            |            |       |       |                |                |        |        |        |        |

* In de seizoenen 2019/20, 2020/21 en 2022/23 kwam Karabec, ondanks zijn status als speler van het eerste elftal, met regelmaat ook uit voor het tweede elftal van Sparta Praag.

## Interlandloopbaan
Karabec doorliep meerdere Tsjechische jeugdelftallen en nam met Tsjechië –21 twee keer deel aan een Europees kampioenschap. In totaal speelde hij 59 jeugdinterlands, waarin hij tien keer tot scoren kwam. Tijdens deze interlands speelde hij samen met onder anderen Michal Ševčík, Ondřej Lingr, Michal Sadílek en Matěj Chaluš.

### Tsjechische jeugdelftallen
Karabec maakte op 5 november 2017 zijn interlanddebuut voor Tsjechië –15 tijdens een oefeninterland op een Zuid-Amerikaans toernooi in Argentinië tegen Paraguay –15. Hij stond in de basis en speelde de volledige wedstrijd. Zijn eerste interlanddoelpunt volgde op 5 april 2018 in een vriendschappelijke uitwedstrijd tegen Ierland –15. In het met 2–1 verloren duel maakte hij in de 75e minuut de enige Tsjechische treffer. 

#### Onder-19
Met Tsjechië –19 kwalificeerde Karabec zich via overwinningen op San Marino (6–0) en Azerbeidzjan (4–0) voor de eliteronde richting het Europees kampioenschap onder-19 van 2020 in Noord-Ierland. De kwalificatie werd stopgezet en het toernooi werd afgelast vanwege de coronapandemie.

#### Onder-21
In 2020 maakte Karabec, in verband met zijn leeftijd, de overstap naar  onder-21. Hij had hierdoor een beperkt aandeel in de kwalificatie voor het Europees kampioenschap onder-21 in Hongarije en Slovenië. Hij kwam alleen in de met 0-6 gewonnen uitduel tegen San Marino. In maart 2021 werd hij door bondscoach Karel Krejci geselecteerd om deel te namen aan de eindronde. Hij speelde in alle drie de groepswedstrijden: er werd gelijkgespeeld tegen Italië (1–1) en Slovenië (1–1), en met 2–0 verloren van Spanje. Tsjechië werd daardoor uitgeschakeld in de groepsfase.
Tijdens de kwalificatie voor het Europese kampioenschap onder -21 van 2023 had Karabec met vier doelpunten een belangrijk aandeel in het behalen van het eindtoernooi in Roemenië en Georgië. Tsjechië eindigde als tweede in de poule, achter groepswinnaar en latere eindwinnaar Engeland, dat het elftal in de groepsfase van het toernooi opnieuw trof. Ook ditmaal werd er verloren van Engeland (0–2), evenals van Israël (0–1). De enige overwinning kwam in de laatste groepswedstrijd tegen Duitsland (2–1), maar Tsjechië strandde opnieuw in de groepsfase. Karabec speelde in alle drie de wedstrijden mee. 
In 2025 kwalificeerde Karabec zich met Tsjechië opnieuw voor het Europees kampioenschap voetbal onder 21. In de groepsfase van de kwalificatie eindigde Tsjechië op gelijke hoogte met Wales, maar dankzij een beter onderling resultaat plaatste het team zich voor de play-offs tegen België. De heenwedstrijd werd met 0–2 gewonnen, mede dankzij een doelpunt van Karabec. Na een 1–1 gelijkspel in de returnwedstrijd verzekerde Tsjechië zich van deelname aan het eindtoernooi in Slowakije. Daar strandde het elftal in de groepsfase na nederlagen tegen de latere finalisten Engeland (1–3) en Duitsland (2–4) en ondanks een 2–0 zege op gastland Slowakije. Karabec kwam in alle drie de groepsduels in actie.
| Jeugdinterlands van Adam Karabec voor Tsjechië () | Jeugdinterlands van Adam Karabec voor Tsjechië () | Jeugdinterlands van Adam Karabec voor Tsjechië () | Jeugdinterlands van Adam Karabec voor Tsjechië () | Jeugdinterlands van Adam Karabec voor Tsjechië () | Jeugdinterlands van Adam Karabec voor Tsjechië () |
| №                                                 | Datum                                             | Wedstrijd                                         | Uitslag                                           | Soort wedstrijd                                   | Doelpunten                                        |
| Als speler bij Tsjechië –15                       | Als speler bij Tsjechië –15                       | Als speler bij Tsjechië –15                       | Als speler bij Tsjechië –15                       | Als speler bij Tsjechië –15                       | Als speler bij Tsjechië –15                       |
| ------------------------------------------------- | ------------------------------------------------- | ------------------------------------------------- | ------------------------------------------------- | ------------------------------------------------- | ------------------------------------------------- |
| 1.                                                | 5 november 2017                                   | Tsjechië – Paraguay                               | 2 – 7                                             | Vriendschappelijk                                 |                                                   |
| 2.                                                | 10 november 2017                                  | Argentinië – Tsjechië                             | 8 – 2                                             | Vriendschappelijk                                 |                                                   |
| 3.                                                | 11 november 2017                                  | Columbia – Tsjechië                               | 12 – 0                                            | Vriendschappelijk                                 |                                                   |
| 4.                                                | 3 april 2018                                      | Ierland – Tsjechië                                | 2 – 2                                             | Vriendschappelijk                                 |                                                   |
| 5.                                                | 5 april 2018                                      | Ierland – Tsjechië                                | 2 – 1                                             | Vriendschappelijk                                 | Goal                                              |
| 6.                                                | 25 april 2018                                     | Verenigde Arabische Emiraten – Tsjechië           | 1 – 3                                             | Vriendschappelijk                                 |                                                   |
| 7.                                                | 26 april 2018                                     | Japan – Tsjechië                                  | 2 – 2                                             | Vriendschappelijk                                 |                                                   |
| 8.                                                | 27 april 2018                                     | Japan – Tsjechië                                  | 6 – 4                                             | Vriendschappelijk                                 |                                                   |
| 9.                                                | 27 april 2018                                     | Tsjechië – Kroatië                                | 4 – 2                                             | Vriendschappelijk                                 | Goal                                              |
| Als speler bij Tsjechië –16                       |                                                   |                                                   |                                                   |                                                   |                                                   |
| 1.                                                | 14 augustus 2018                                  | Roemenië – Tsjechië                               | 2 – 2                                             | Vriendschappelijk                                 |                                                   |
| 2.                                                | 16 augustus 2018                                  | Tsjechië – Roemenië                               | 0 – 1                                             | Vriendschappelijk                                 |                                                   |
| 3.                                                | 18 september 2018                                 | Tsjechië – Polen                                  | 2 – 0                                             | Vriendschappelijk                                 |                                                   |
| 4.                                                | 20 september 2018                                 | Polen – Tsjechië                                  | 3 – 1                                             | Vriendschappelijk                                 |                                                   |
| 5.                                                | 9 oktober 2018                                    | Slowakije – Tsjechië                              | 1 – 1                                             | Vriendschappelijk                                 | Goal                                              |
| 6.                                                | 11 oktober 2018                                   | Slowakije – Tsjechië                              | 0 – 1                                             | Vriendschappelijk                                 |                                                   |
| 7.                                                | 9 november 2018                                   | Duitsland – Tsjechië                              | 7 – 0                                             | Vriendschappelijk                                 |                                                   |
| 8.                                                | 11 november 2018                                  | Duitsland – Tsjechië                              | 3 – 1                                             | Vriendschappelijk                                 |                                                   |
| 9.                                                | 10 februari 2019                                  | Tsjechië – België                                 | 4 – 2                                             | Vriendschappelijk                                 | Goal · Goal                                       |
| 10.                                               | 12 februari 2019                                  | Verenigde Arabische Emiraten – Tsjechië           | 1 – 2                                             | Vriendschappelijk                                 |                                                   |
| 11.                                               | 14 februari 2019                                  | Tsjechië – Kosovo                                 | 2 – 0                                             | Vriendschappelijk                                 |                                                   |
| 12.                                               | 15 mei 2019                                       | Verenigde Staten – Tsjechië                       | 1 – 1                                             | Vriendschappelijk                                 |                                                   |
| 13.                                               | 17 mei 2019                                       | Hongarije – Tsjechië                              | 1 – 1                                             | Vriendschappelijk                                 |                                                   |
| 14.                                               | 19 mei 2019                                       | Venezuela – Tsjechië                              | 0 – 0                                             | Vriendschappelijk                                 |                                                   |
| Als speler bij Tsjechië –19                       |                                                   |                                                   |                                                   |                                                   |                                                   |
| 1.                                                | 6 augustus 2019                                   | Tsjechië – Georgië                                | 3 – 1                                             | Vriendschappelijk                                 |                                                   |
| 2.                                                | 8 augustus 2019                                   | Tsjechië – Georgië                                | 3 – 1                                             | Vriendschappelijk                                 |                                                   |
| 3.                                                | 9 oktober 2019                                    | Tsjechië – San Marino                             | 6 – 0                                             | EK-kwalificatie 2020                              |                                                   |
| 4.                                                | 12 oktober 2019                                   | Tsjechië – Azerbeidzjan                           | 4 – 0                                             | EK-kwalificatie 2020                              |                                                   |
| 5.                                                | 15 oktober 2019                                   | Tsjechië – Noorwegen                              | 1 – 1                                             | EK-kwalificatie 2020                              |                                                   |
| 6.                                                | 14 november 2019                                  | Nederland – Tsjechië                              | 3 – 3                                             | Vriendschappelijk                                 |                                                   |
| 7.                                                | 18 februari 2020                                  | Schotland – Tsjechië                              | 1 – 1                                             | Vriendschappelijk                                 |                                                   |
| 8.                                                | 20 februari 2020                                  | Schotland – Tsjechië                              | 1 – 0                                             | Vriendschappelijk                                 |                                                   |
| Als speler bij Tsjechië –21                       |                                                   |                                                   |                                                   |                                                   |                                                   |
| 1.                                                | 2 september 2020                                  | San Marino – Tsjechië                             | 0 – 6                                             | EK-kwalificatie 2021                              |                                                   |
| 2.                                                | 24 maart 2021                                     | Italië – Tsjechië                                 | 1 – 1                                             | Europees kampioenschap 2021                       |                                                   |
| 3.                                                | 27 maart 2021                                     | Slovenië – Tsjechië                               | 1 – 1                                             | Europees kampioenschap 2021                       |                                                   |
| 4.                                                | 30 maart 2021                                     | Spanje – Tsjechië                                 | 2 – 0                                             | Europees kampioenschap 2021                       |                                                   |
| 5.                                                | 2 september 2021                                  | Tsjechië – Slovenië                               | 1 – 0                                             | EK-kwalificatie 2023                              |                                                   |
| 6.                                                | 6 september 2021                                  | Tsjechië – Albanië                                | 4 – 0                                             | EK-kwalificatie 2023                              |                                                   |
| 7.                                                | 7 oktober 2021                                    | Kosovo – Tsjechië                                 | 0 – 1                                             | EK-kwalificatie 2023                              |                                                   |
| 8.                                                | 12 oktober 2021                                   | Tsjechië – Kosovo                                 | 3 – 0                                             | EK-kwalificatie 2023                              |                                                   |
| 9.                                                | 11 november 2021                                  | Engeland – Tsjechië                               | 3 – 1                                             | EK-kwalificatie 2023                              | Goal                                              |
| 10.                                               | 16 november 2021                                  | Slovenië – Tsjechië                               | 1 – 1                                             | EK-kwalificatie 2023                              |                                                   |
| 11.                                               | 29 maart 2022                                     | Andorra – Tsjechië                                | 0 – 3                                             | EK-kwalificatie 2023                              | Goal                                              |
| 12.                                               | 3 juni 2022                                       | Tsjechië – Engeland                               | 1 – 2                                             | EK-kwalificatie 2023                              | Goal                                              |
| 13.                                               | 3 juni 2022                                       | Tsjechië – Andorra                                | 7 – 0                                             | EK-kwalificatie 2023                              | Goal · Goal                                       |
| 14.                                               | 27 maart 2023                                     | Nederland – Tsjechië                              | 1 – 1                                             | Vriendschappelijk                                 |                                                   |
| 15.                                               | 22 juni 2023                                      | Tsjechië – Engeland                               | 0 – 2                                             | Europees kampioenschap voetbal 2023               |                                                   |
| 16.                                               | 25 juni 2023                                      | Tsjechië – Duitsland                              | 2 – 1                                             | Europees kampioenschap voetbal 2023               |                                                   |
| 17.                                               | 28 juni 2023                                      | Israël – Tsjechië                                 | 1 – 0                                             | Europees kampioenschap voetbal 2023               |                                                   |
| 18.                                               | 7 september 2023                                  | Tsjechië – Slowakije                              | 2 – 0                                             | Vriendschappelijk                                 |                                                   |
| 19.                                               | 12 september 2023                                 | IJsland – Tsjechië                                | 2 – 1                                             | EK-kwalificatie 2025                              |                                                   |
| 20.                                               | 12 september 2023                                 | Tsjechië – Wales                                  | 1 – 1                                             | EK-kwalificatie 2025                              |                                                   |
| 21.                                               | 21 maart 2024                                     | Tsjechië – Noord-Ierland                          | 3 – 0                                             | Vriendschappelijk                                 |                                                   |
| 22.                                               | 26 maart 2024                                     | Tsjechië – IJsland                                | 4 – 1                                             | EK-kwalificatie 2025                              |                                                   |
| 23.                                               | 10 september 2024                                 | Denemarken – Tsjechië                             | 5 – 0                                             | EK-kwalificatie 2025                              |                                                   |
| 24.                                               | 11 oktober 2024                                   | Wales – Tsjechië                                  | 1 – 2                                             | EK-kwalificatie 2025                              |                                                   |
| 25.                                               | 15 oktober 2024                                   | Tsjechië – Litouwen                               | 3 – 0                                             | EK-kwalificatie 2025                              |                                                   |
| 26.                                               | 15 november 2024                                  | België – Tsjechië                                 | 0 – 2                                             | EK-kwalificatie 2025                              | Goal                                              |
| 27.                                               | 19 november 2024                                  | Tsjechië – België                                 | 1 – 1                                             | EK-kwalificatie 2025                              |                                                   |
| 28.                                               | 12 juni 2025                                      | Tsjechië – Engeland                               | 1 – 3                                             | Europees kampioenschap 2025                       |                                                   |
| 29.                                               | 15 juni 2025                                      | Tsjechië – Duitsland                              | 2 – 4                                             | Europees kampioenschap 2025                       |                                                   |
| 30.                                               | 15 juni 2025                                      | Slowakije – Tsjechië                              | 0 – 2                                             | Europees kampioenschap 2025                       |                                                   |
| Bijgewerkt tot 2 juli 2025                        |                                                   |                                                   |                                                   |                                                   |                                                   |

## Erelijst
| Kampioen Tsjechië         | 2x | 2022/23, 2023/24 |
| Winnaar Tsjechische beker | 2x | 2019/20, 2023/24 |